# Еспаон
Еспаон (фр. Espaon) насеље је и општина у јужној Француској у региону Миди Пирене, у департману Жерс која припада префектури Ош.
По подацима из 2011. године у општини је живело 190 становника, а густина насељености је износила 21,37 становника/km². Општина се простире на површини од 8,89 km². Налази се на средњој надморској висини од 194 метара (максималној 299 m, а минималној 172 m).

## Демографија
| 1962. | 1968. | 1975. | 1982. | 1990. | 1999. | 2011. |
| ----- | ----- | ----- | ----- | ----- | ----- | ----- |
| 182   | 189   | 162   | 167   | 161   | 146   | 190   |

График промене броја становника у току последњих година